# Velódromo de Rakyat
El Velódromo de Rakyat es un velódromo en Ipoh, una localidad del país asiático de Malasia, que fue el primer velódromo que se construyó en esa nación. Tan Sri Dato 'Seri Darshan Singh Gill, presidente de la Asociación de Ciclismo de Perak, identificó la necesidad de un velódromo en el país. Anteriormente, la Federación Nacional de Ciclismo tenía que enviar a los ciclistas de pista a los países vecinos, a un costo muy alto. Con la aprobación del Sultán Azlan Shah de Perak, Darshan condujo una campaña de donación pública a nivel nacional y se recaudó 3,25 millones RM para el proyecto. El Velódromo Rakyat tiene una pista de madera de 250 metros, y ha sido anfitrión de muchos eventos nacionales e internacionales, incluyendo el Campeonato Mundial de Ciclismo B en 1997, la Copa Mundo de Pista en 2000 y 2001, y los eventos de ciclismo de los Juegos del Sudeste Asiático de 1989.